# Przemysław Banaszak
Przemysław Banaszak (ur. 10 maja 1997 w Szczebrzeszynie) – polski piłkarz grający na pozycji środkowego napastnika. Wychowanek Hetmana Żółkiewka, w którym rozpoczął seniorską karierę. Grał również w Chełmiance Chełm, Widzewie Łódź , Górniku Łęczna i  Śląsku Wrocław.
Został pierwszym polskim profesjonalnym piłkarzem w Uzbekistanie. 24 listopada 2023, na kolejkę przed zakończeniem sezonu Oʻzbekiston PFL 2023, wraz z rodakiem Michałem Kucharczykiem zapewnił mistrzostwo kraju Paxtakorowi Taszkent.

## Sukcesy

### Klubowe

#### Paxtakor Taszkent
- Mistrzostwo Uzbekistanu: 2023[7]